# Холланд, Деидре
Де́идре Хо́лланд (англ. Deidre Holland, родилась 27 февраля 1966, настоящее имя — англ. Martine Helene Smitt) — голландская порноактриса. Член Зала славы AVN с 1999 года.

## Биография и карьера
Родилась 27 февраля 1966 года. С 1989 по 1994 год состояла в браке с порноактёром Джоном До. Была контрактным исполнителем Vivid Entertainment. Обычно зарабатывала от 1500 до 2000 долларов за фильм. Перед тем, как начать сниматься в США, начинала в начале 1991 года в Австралии. Снялась в 115 фильмах для взрослых.
В 1996 году покинула порноиндустрию и вернулась в родную Голландию. Сейчас[уточнить] живёт в Германии с мужем-дантистом и дочками-подростками.
Снималась под сценическими именами: Deirdre Holland, Dedrie Holland, Diedre Holland, Deidre Dutch, Martine Anuszek, Martine Helene, Deedra Holland, Valerie Stone.

## Награды и номинации
| Год  | Церемония  | Категория                           | Работа                                            | Результат |
| ---- | ---------- | ----------------------------------- | ------------------------------------------------- | --------- |
| 1991 | AVN Award  | Лучшая актриса второго плана, фильм | Veil                                              | Победа    |
| 1992 | XRCO Award | Лучшая Ж/Ж сцена                    | Chameleons: Not The Sequel                        | Номинация |
| 1993 | AVN Award  | Лучшая женская сцена                | Chameleons: Not The Sequel, совместно с Эшлин Гир | Победа    |

- Зал славы AVN

## Избранная фильмография
- 1989 : Bushwhackers
- 1990 : Where the Boys Aren’t 2
- 1991 : City of Sin 1
- 1992 : Lez Go Crazy
- 1993 : Women
- 1994 : Totally Naked
- 1995 : Double Crossed
- 1996 : American Dream Girls 6 (compilation)
- 1998 : Sextasy 9: Eager Beavers (compilation)
- 2000 : Best of the Vivid Girls 30 (compilation)
- 2007 : Vivid Girls 1 (compilation)
- 2009 : Fuck Cuts — The 90’s (compilation)
- 2012 : Super Stud Spectacular: Tom Byron (compilation)